# Cneo Aufidio Orestes
Cneo o Gneo Aufidio Orestes  (fl. I a. C.) fue un político romano  perteneciente, por adopción, a la gens Aufidia.

## Familia
Orestes fue por nacimiento miembro de los Aurelios Orestes, una rama aristocrática de la gens Aurelia, pero entró en la familia de los Aufidios senatoriales al ser adoptado por un miembro de esta, quizá el político e historiador Cneo Aufidio.

## Carrera pública
Tras ser derrotado en unas elecciones para tribuno de la plebe, fue elegido cónsul en el año 71 a. C. junto a Publio Cornelio Léntulo Sura gracias a su magnífico trato hacia el pueblo.